# Улянівське (Донецький район)
Уля́нівське — селище Амвросіївської міської громади Донецького району Донецької області, Україна.

## Загальні відомості
Відстань до райцентру становить близько 19 км і проходить автошляхом Т 0519. На південній околиці селища Балка Феропонська впадає у річку Сухий Яланчик.
Землі селища межують із Матвієво-Курганським районом Ростовської області Росії. Поблизу села розташований пункт пропуску на кордоні з Росією Ульянівське—Шрамко.
Унаслідок російської військової агресії із серпня 2014 р. Улянівське перебуває на території ОРДЛО.

## Населення
За даними перепису 2001 року населення селища становило 853 особи, з них 50,41 % зазначили рідною мову українську, 49,36 % — російську та 0,23 % — білоруську мову.